# ایندرک سار
ایندرک سار (استونیایی: Indrek Saar؛ زادهٔ ۲۰ فوریهٔ ۱۹۷۳) بازیگر، سیاست‌مدار، رهبر فعلی حزب سوسیال دموکراتیک استونی و وزیر فرهنگ استونی از آوریل ۲۰۱۵ تا آوریل ۲۰۱۹ بود.